# Gunung Jrok
Gunung Jrok är ett berg i Indonesien.   Det ligger i provinsen Aceh, i den västra delen av landet, 1 700 km nordväst om huvudstaden Jakarta. Toppen på Gunung Jrok är 1 218 meter över havet.
Terrängen runt Gunung Jrok är huvudsakligen kuperad, men åt nordväst är den bergig. Runt Gunung Jrok är det mycket glesbefolkat, med 2 invånare per kvadratkilometer. I omgivningarna runt Gunung Jrok växer i huvudsak städsegrön lövskog.